# Ecua
Ecua là chi thực vật có hoa trong họ Apocynaceae.